# Micrathena decorata
Micrathena decorata är en spindelart som beskrevs av Arthur M. Chickering 1960. Micrathena decorata ingår i släktet Micrathena och familjen hjulspindlar.
Artens utbredningsområde är Colombia. Inga underarter finns listade i Catalogue of Life.